# بورسيرة باسقة
بورسيرة باسقة (الاسم العلمي:Bursera excelsa) هي نوع من النباتات تتبع جنس البورسيرة من الفصيلة البخورية.